# Гаральд Петерсен
Гаральд Петерсен (дан. Harald Petersen; ? — 1994) — данський фермер, який під час Другої світової війни врятував єврейську родину Хаусманн. У 1990 році удостоєний звання Праведника народів світу.

## Біографія
У жовтні 1943 року, під час нацистської окупації Данії, Гаральд Петерсен врятував від депортації єврейську пару — Річарда та Ерну Хаусманн, а також їхнього півторарічного сина Германа.
Родина Хаусманн втекла з Німеччини у 1939 році, незадовго до початку війни. Спочатку вони знайшли притулок у Швеції, але через неможливість продовжити дозвіл на проживання були змушені переїхати до Данії. Як і багато інших євреїв-біженців, вони влаштувалися на роботу на фермах у південній частині острова Зеландія.
У 1940 році Річард Хаусманн деякий час працював на фермі Петерсена в парафії Конгстед. Пізніше сім’я переїхала на іншу ферму, де народився їхній син Герман. У 1941 році Петерсен разом із дружиною Агнетою переїхав до нової ферми в селі Рісбю, поблизу Херстедвестера, неподалік Копенгагена. Там Хаусманни знову знайшли роботу в Петерсенів — Річард став пастухом.

## Порятунок
У жовтні 1943 року, коли нацистська влада розпочала масові арешти євреїв у Данії, Петерсен вирішив допомогти Хаусманнам утекти до Швеції. Він запропонував власноруч вивезти їх до Копенгагена, звідки вони могли б знайти шлях до втечі морем.
Через брак бензину, який був суворо нормований, Петерсен заправив автомобіль гасом і доставив родину до столиці. Протягом трьох днів Хаусманни намагалися знайти рибалку, який би погодився перевезти їх до Швеції. Петерсен зрештою сам знайшов такого рибалку, а також зібрав необхідні кошти — 3000 датських крон — для оплати ризикованої подорожі. Як він спочатку стверджував, гроші надійшли від анонімної добродійниці, однак пізніше, під час одного з повоєнних візитів Хаусманнів, зізнався, що ці кошти він надав власноруч.
Його дії були надзвичайно небезпечними: за допомогу євреям у втечі з Данії німецька влада карала суворо, аж до страти.

## Після війни
Після закінчення війни родина Хаусманн зберігала тісні контакти зі своїм рятівником і неодноразово відвідувала його. Гаральд Петерсен помер у 1994 році.

## Вшанування
28 березня 1990 року Яд Вашем визнав Гаральда Петерсена Праведником народів світу за порятунок єврейської родини під час Голокосту.